# Jindřich ze Šumburku
Jindřich ze Šumburku (Schönburgu) byl 18. proboštem litoměřické kapituly sv. Štěpána v letech 1321 – před 1341.

## Život
Pocházel z Durynska. Je doložen roku 1318 jako kancléř královny Elišky, manželky Jana Lucemburského. Královna Eliška si Jindřicha, který byl duchovní, vysoce cenila. Šlechta ho však tehdy z blíže neznámých důvodů nenáviděla. Jindřich žádal o jmenování litoměřickým proboštem pražského biskupa Jana IV. z Dražic. Ten mu však kvůli nemanželskému původu odepřel souhlas pro tuto funkci a litoměřickým proboštem se stal Vojtěch z Dubé. Teprve po smrti Vojtěcha z Dubé požádal Jindřich ze Šumburku o litoměřické proboštství opět. I když se znovu ozvaly negativní reakce na tuto žádost, bylo mu litoměřické proboštství svěřeno a spravoval je nejméně do roku 1334. Zároveň byl i kanovníkem vyšehradským.
V první čtvrtině 14. století po zavraždění posledního Přemyslovce, krále Václava III., roku 1306, jehož vystřídal rovněž na krátkou dobu král Rudolf I. Habsburský (1306–1307), nastoupil na trůn, rovněž na krátkou dobu, Jindřich Korutanský (1307–1310). Teprve Jan Lucemburský (1310–1346) postupně začal obnovovat klid v zemi. Proti králi ovšem stáli žebraví mniši, kteří měli v papeži Janu XXII. (1316–1334) mocného ochránce. Tehdejší situace využil Jindřich ze Šumburku k intrikám. Měl mocné ochránce v králi Janu Lucemburském a královně Elišce. Za inkviziční aféry udal biskupa Jana IV. z Dražic. Papež Jan XXII. nařídil, aby se pražský biskup dostavil do Avignonu k soudu. Celá kauza trvala jedenáct let a ušlechtilý biskup Jan IV. z Dražic se vrátil do Prahy až 2. července 1329, když byl konečně očištěn od pomluv. Brzy propukl opět spor mezi žebravými řády (dominikáni, minorité, bosí augustiniáni) a světským duchovenstvem.
Jindřich ze Šumburku (Schönburgu) se rovněž vrátil z Avignonu a pravděpodobně vykonal pokání (1329) a smířil se i s Janem IV. z Dražic, aby se poté mohl ujmout litoměřického proboštství. Do funkce litoměřického probošta nastoupil roku 1334 a ještě téhož roku dne 29. listopadu se účastnil rozhodnutí sporu mezi světským a řádovým klérem. Další doklady o této problematické osobě se nedochovaly, nevíme ani, kdy Jindřich ze Šumburku zemřel a kde je pochován.